# Ghidirim
Ghidirim (in russo Гидирим?, Gidirim) è un comune della Moldavia controllato dalla autoproclamata repubblica di Transnistria. È compreso nel distretto di Rîbnița.